# Peter Ianusevici
Peter Ianusevici (n. 17 mai 1950, Sibiu) este un fost jucător român de rugby și fost antrenor al echipei naționale de rugby a României și a Germaniei⁠(d).
Are la bază meseria de profesor de educație fizică, absolvind IEFS în 1974. 
Ianusevici a evoluat la CSM Sibiu, Știința Cluj, RCJ Farul Constanța (cu care a câștigat 3 titluri naționale, în 1974, 1975, 1977), Sportul Studențesc și CSU Agronomia București. El a activat la nivel internațional în anii 1970, în calitate de aripă, jucând de 15 ori pentru naționala de rugby a României. Ianusevici și-a condus apoi țara ca antrenor la Cupa Mondială de rugby din 1991. A fost antrenor al echipei naționale de rugby a Germaniei din octombrie 1992 până în 2002.
A deținut funcția de director tehnic la Federația Germană de Rugby și titlul de Bundestrainer până la 31 august 2012.
La 11 iunie 2012, a fost numit director sportiv al echipei naționale de rugby a României. El a declarat că contractul său cu România era până în 2015 și că și-ar putea imagina să se întoarcă în Germania după aceea pentru a ocupa un post neremunerat în cadrul Federației Germane de Rugby. În august 2013 a demisionat din funcția pe care o avea în Federația Română.
În aprilie 2014, clubul de rugby din prima divizie TSV Handschuhsheim l-a anunțat pe Peter Ianusevici ca noul director de rugby. În timp ce s-a concentrat pe antrenarea primei echipe, el a supravegheat și toate operațiunile legate de rugby din club (de exemplu, dezvoltarea antrenorilor, conceptele de tineret etc.).